# Муниципальное образование «Хогот»
Муниципальное образование «Хогот» — муниципальное образование со статусом сельского поселения в 
Баяндаевском районе Иркутской области России. Административный центр — Хогот.

## Демография
По результатам Всероссийской переписи населения 2010 года 
численность населения муниципального образования составила 1456 человек, в том числе 732 мужчина и 724 женщины.

## Населенные пункты
В состав муниципального образования входят населенные пункты
- Хогот
- Духовщина
- Кайзаран
- Старый Хогот
- Хандагай
- Хотогор
- Шитхулун[2]